# Hemihyalea carteronae
Hemihyalea carteronae är en fjärilsart som beskrevs av De Toulgoët 1982. Hemihyalea carteronae ingår i släktet Hemihyalea och familjen björnspinnare. Inga underarter finns listade i Catalogue of Life.